# Ґледіс Інґл
Ґледіс Інґл (28 березня 1899 — 27 жовтня 1981) — американська льотчиця, повітряна акробатка, учасниця каскадерської команди «13 Black Cats». У 1920-х і 1930-х роках прославилася завдяки своїм виступам, які включали виконання вищого пілотажу і трюки на крилах літака.

## Ранні роки
Ґледіс народилася 28 березня 1899 року у місті Волла-Волла, штат Вашингтон, США. У неї було два брати і одна сестра. Виросла в Орегоні. У 1929 році Інґл розповідала, що в дитинстві любила ходити по парканах і майструвала настільки високі ходулі, що ставати на них їй доводилося з даху будинку. Пізніше вона почала їздити на мотоциклах, згодом переселилася Південної Каліфорнії.

## Кар'єра
Ґледіс Інґл стала четвертою жінкою-пілотом, яка отримала ліцензію пілота у США. У 1921 році вона та її сестра Енн виступали як учасники летючого цирку C.P.O. Aerial Circus, в якому стрибали з парашутом із повітряних куль. У 1922 році Ґледіс виконала свій перший трюк за участю літака, коли вона та її сестра здійснили стрибнули з парашутами з окремих літаків.
У 1920-х і 1930-х роках Ґледіс була учасницею летючого цирку «13 Black Cats», де брала участь у численних повітряних трюках. Зокрема її трюки включали переміщення з літака на літак у повітрі та політ стоячи на крилі літака, коли він пролітав під мостом.
Найвідоміший трюк Інґл — заміна колеса на літаку в повітрі. Під час польоту в одного з літаків групи нібито випадково відпадало колесо. Інґл з прив'язаним до спини запасним колесом підіймалася на іншому літаку до пошкодженого. У польоті вона вилізала на верхнє крило свого літака і переходила звідти на нижнє крило пошкодженого, спускалася до шасі й установлювала колесо. Цей виступ було знято на відео принаймні один раз (див. відеілюстрацію).
В іншому трюку вона стріляла стрілами по мішенях на крилі літака. Одним із її найсміливіших трюків було стояти на крилі літака, коли він робив «петлю». На питання, чи їй колись було страшно, вона відповіла: «Насправді все це дуже просто, нічого особливого» (англ. Nothing to it at all, nothing to it). За її словами, вона кілька разів здійснювала вимушені посадки і навіть розбила кілька літаків, але вціліла.
У 1928 році газета The San Bernardino County Sun повідомила, що Інґл знімалася в кіно як дублерка для відомих акторок.
За свою кар'єру Ґледіс успішно переходила з крила одного літака на крило іншого в повітрі більше ніж 300 разів.

## Особисте життя і пам'ять
Завершивши повітряну кар'єру, Ґледіс Інґл оселилася в Південній Каліфорнії. У 1981 році вона переїхала в Арройо-Гранде до своєї дочки Бонні. Померла вдома у доньки 27 жовтня 1981.
Фотографії та відеозаписи Інґл виставлені у різних авіаційних музеях, в тому числі у Смітсонівському музеї авіації та космосу.